# Calao à cimier
Rhyticeros cassidix
Espèce
Statut de conservation UICN

 VU A4cd : Vulnérable
Statut CITES
Le Calao à cimier (Rhyticeros cassidix, anciennement Aceros cassidix) est une espèce asiatique d'oiseaux appartenant à la famille des Bucerotidae.

## Aire de répartition
Le Calao à cimier vit en Indonésie notamment sur Célèbes (Sulawesi) et les îles Togian.

## Taxinomie
À la suite de l'étude phylogénique de Gonzalez et al. (2013), le Congrès ornithologique international (COI) (dans sa version 4.4, 2014) déplace cette espèce depuis le genre Aceros vers le genre Rhyticeros.
D'après le COI, c'est une espèce monotypique (non divisée en sous-espèces).

## Galerie

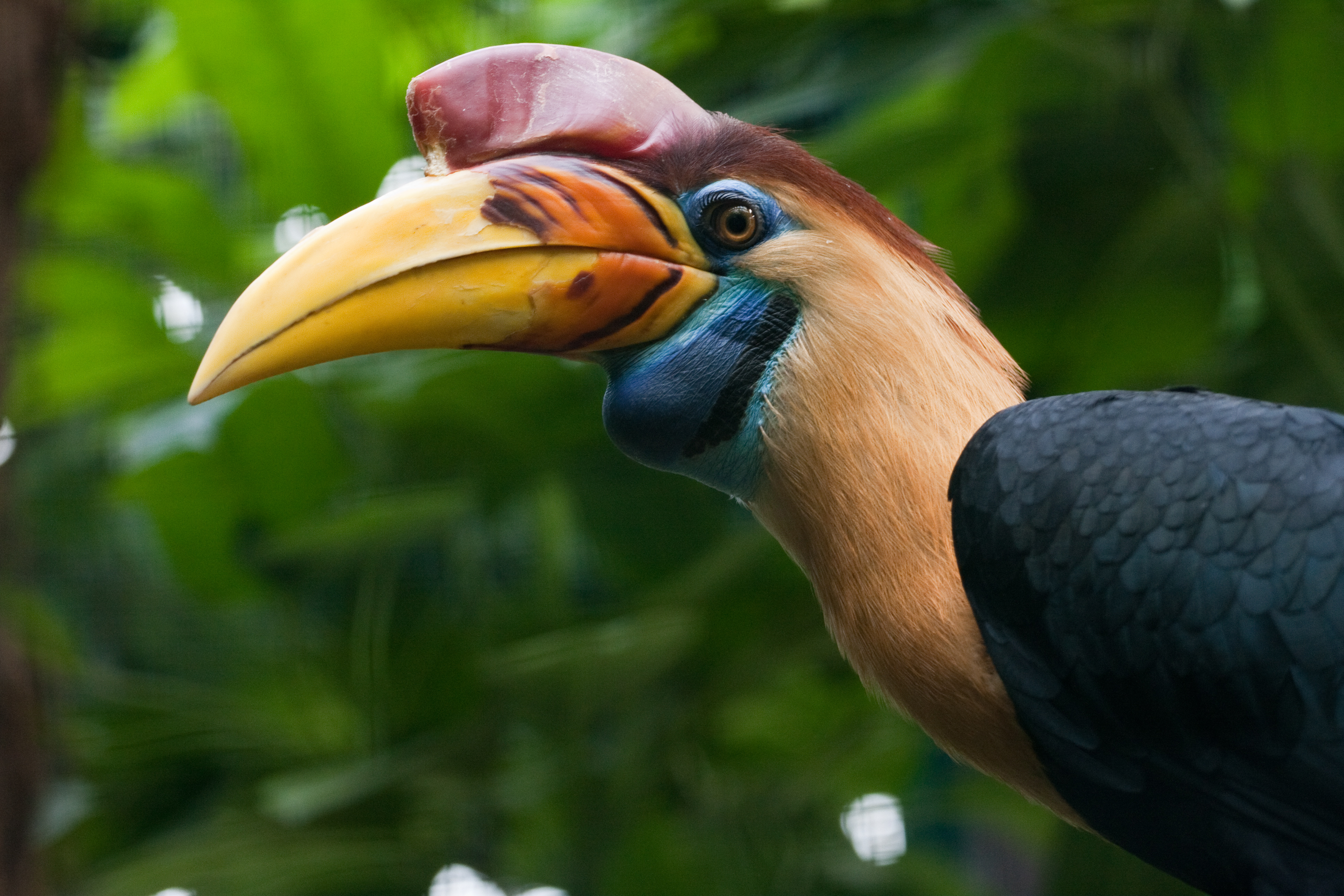
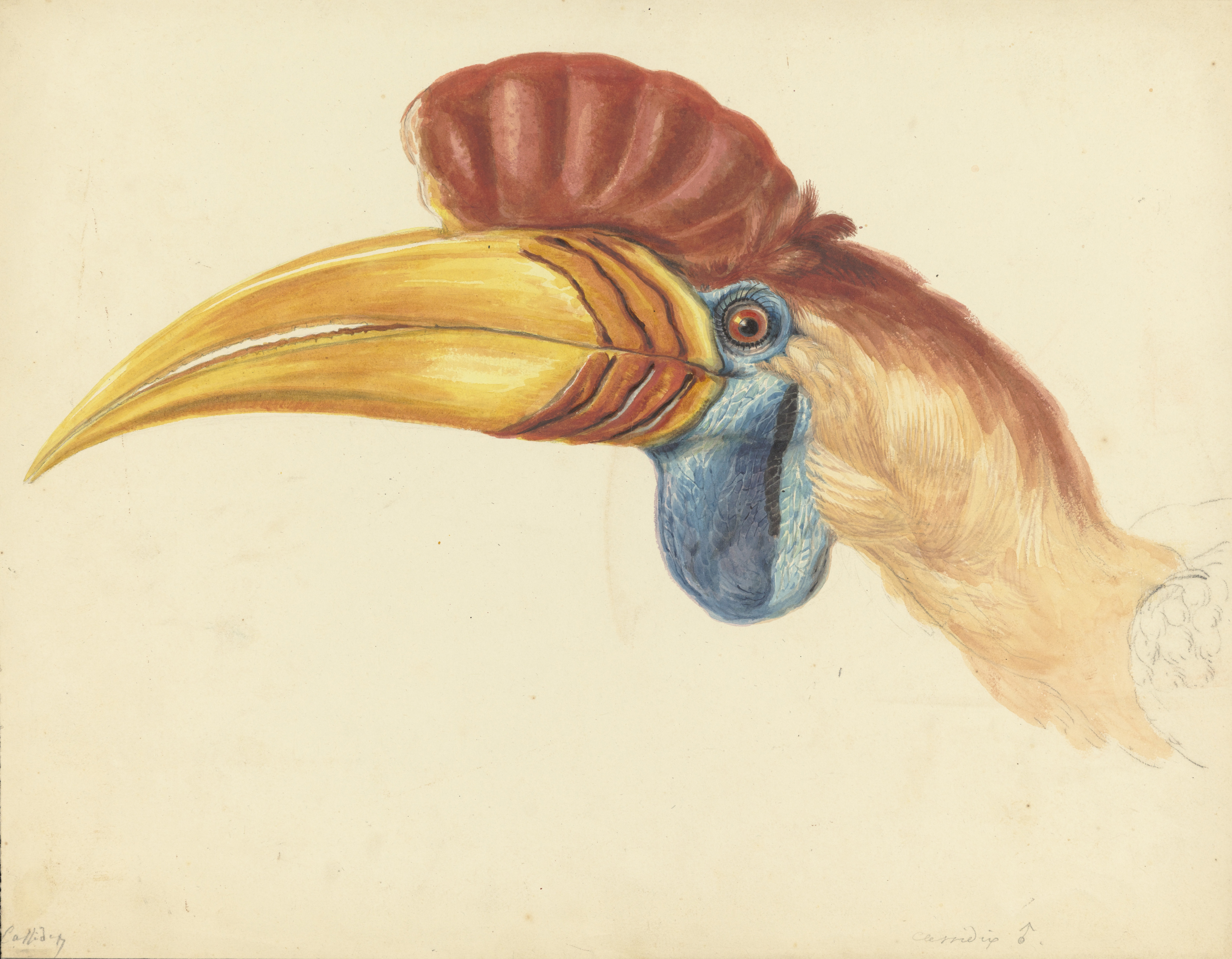
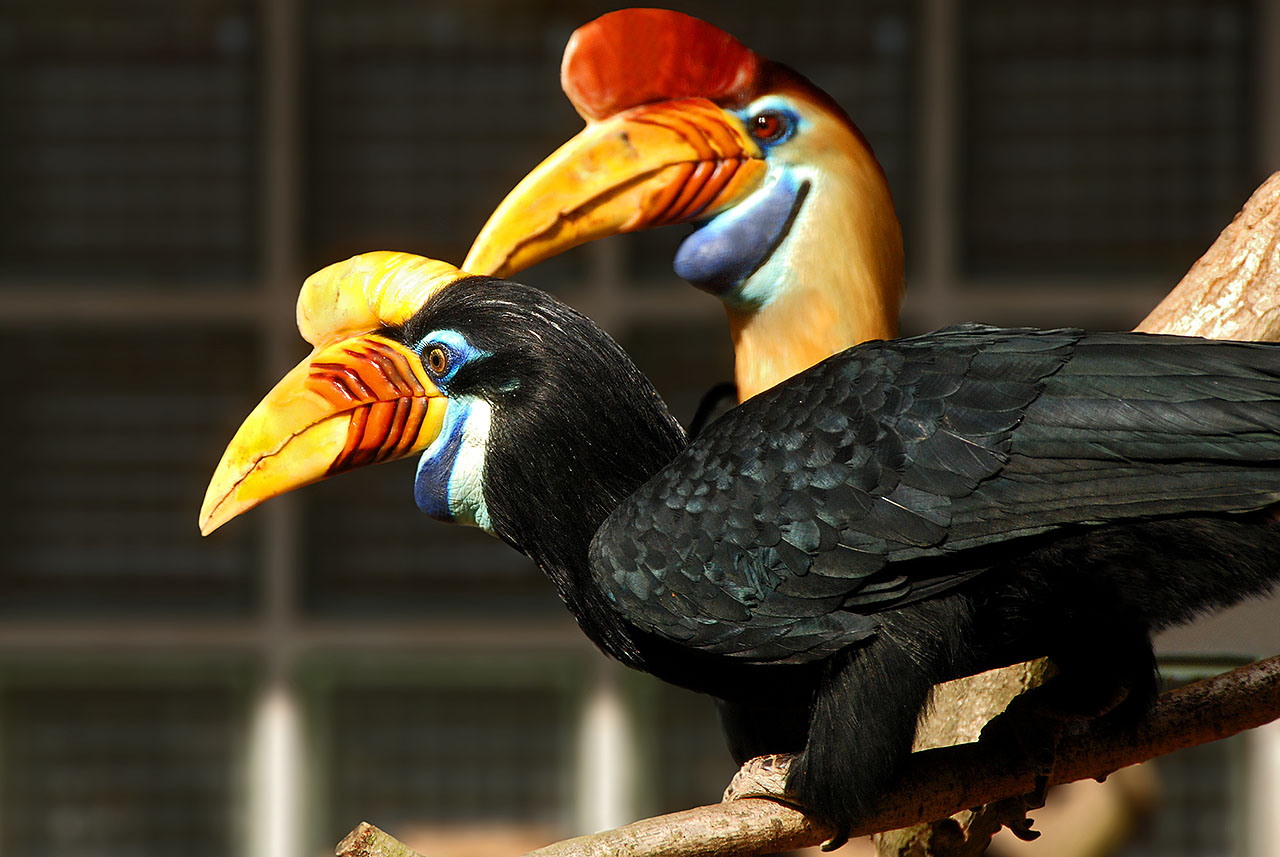
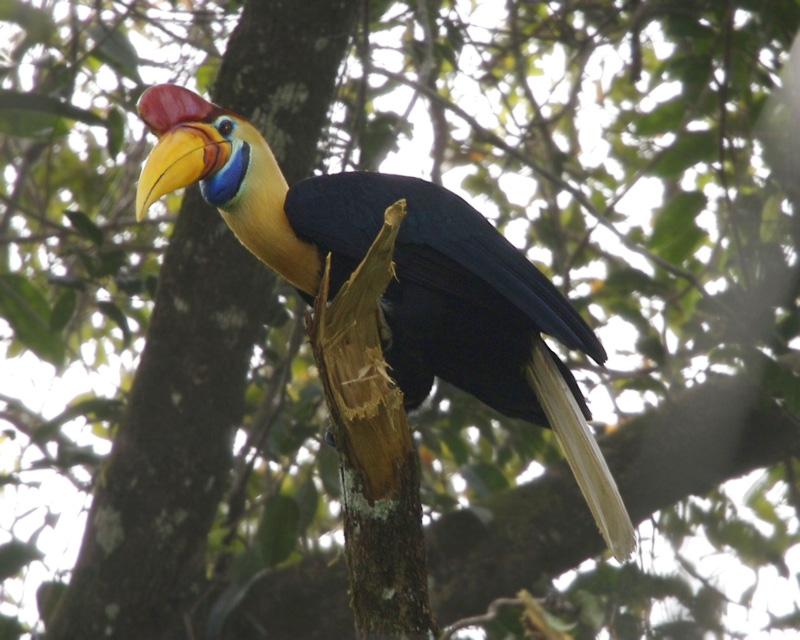
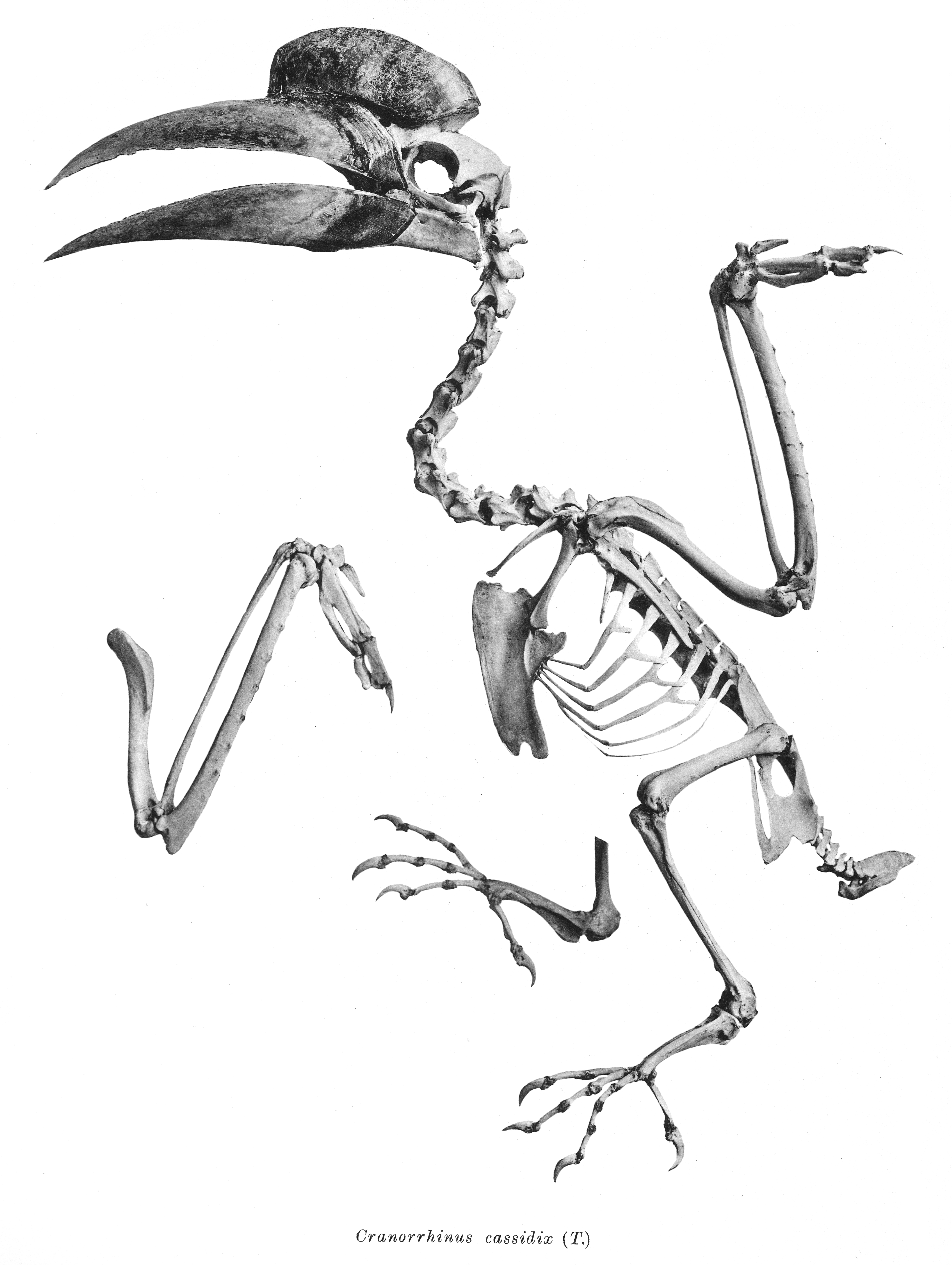